# Arthur Gerlt
Arthur Erich Richard Gerlt (* 13. Mai 1903; † 17. Februar 1996) war ein deutscher Widerstandskämpfer und Bürgermeister in Bemerode, dem späteren Stadtteil von Hannover.

## Leben

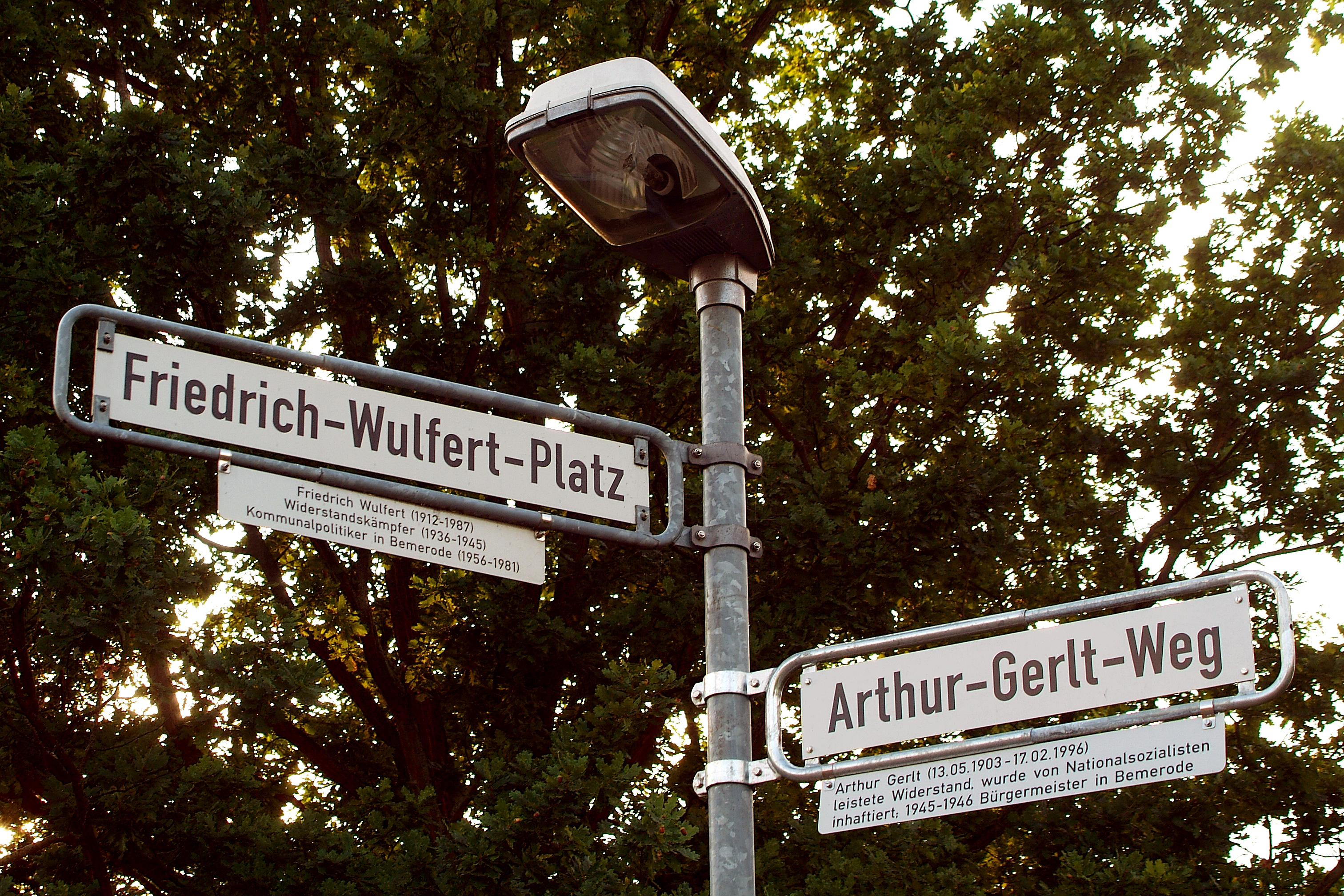
Straßen- und Legendenschilder zu Friedrich Wulfert und Arthur Gerlt vor dem Schulzentrum Bemerode

Arthur Gerlt war als Schlosser beschäftigt im Eisenwerk Wülfel in Hannover. Nach der Machtergreifung durch die Nationalsozialisten 1933 schloss er sich der Widerstandsgruppe Komitee für Proletarische Einheit unter der Leitung von Eduard Wald an. Nach einem Verrat wurde Gerlt 1935 wegen „Vorbereitung zum Hochverrat“ verhaftet, erlitt dann 13 Monate lang Untersuchungshaft und wurde schließlich zu einer Zuchthaus-Strafe von 2 Jahren und 10 Monaten verurteilt, die er gemeinsam mit anderen politischen Häftlingen im Zuchthaus Hameln absaß.
Nach der Befreiung Hannovers durch amerikanische Truppen am 10. April 1945 legten zwei Mitglieder der Sozialdemokratischen Partei Deutschlands bei der britischen Kommandantur Fürsprache für Arthur Gerlt ein, der daraufhin am 1. Juli 1945 als Bürgermeister in Bemerode eingesetzt wurde. Gerlt löste damit den bis dahin amtierenden Bürgermeister mit NSDAP-Vergangenheit ab. Durch die erste Kommunalwahl in Bemerode nach dem Zweiten Weltkrieg wurde Arthur Gerlt zum Gemeindedirektor gewählt und übernahm damit eine schwere Aufgabe:
In dem damaligen 900-Einwohner-Dorf Bemerode mussten 750 Flüchtlinge untergebracht und verpflegt werden, teils in einem Flüchtlingslager, teils aber auch in den Häusern der bisherigen Einwohner. Nicht alle alteingesessenen Einwohner waren dazu freudig bereit; die zwangsweise angeordneten Einquartierungen in noch vorhandenen Wohnraum verliefen daher nicht reibungslos. Einige Einwohner „sollen mit allerlei Tricks versucht haben“, sich gegen die Beschlagnahme ihres Wohnraums zu wehren und verursachten dadurch erhebliche Spannungen. Zudem mussten die ortsansässigen Bauern die Verpflegung der Flüchtlinge organisieren, was ebenso nicht immer freiwillig erfolgte.
Darüber hinaus musste sich Bürgermeister Gerlt um den Wiederaufbau des Kindergartens und der Schule kümmern, „um die Grundbedürfnisse nach einem geordneten Gemeinwesen zufrieden zu stellen“: Der „Aufbruch in einen demokratischen Staat“ gestaltete sich keinesfalls immer leicht.
Als Arthur Gerlt Ende 1947 nicht mehr durch den Gemeinderat bestätigt wurde, übernahm er in Bad Eilsen die Leitung des dortigen Erholungsheimes für Verfolgte des Nationalsozialismus.
In Bemerode hatte Gerlt zuletzt in der Raupertstraße gewohnt.

## Ehrungen
Etwa ein Jahrzehnt nach dem Tod von Arthur Gerlt 1996 arbeitete seine Urenkelin Katharina Langfeldt aus Kiel die Geschichte über das Leben ihres Urgroßvaters auf und wurde dafür 2007 durch Bundespräsident Horst Köhler ausgezeichnet. Daraufhin initiierte der damalige SPD-Bezirksratsherr Klaus Kaiser eine Straßenbenennung nach dem ehemaligen Bürgermeister von Bemerode. Am 20. Juni 2012 enthüllten Bezirksbürgermeister Bernd Rödel und Katharina Langfeldt gemeinsam in Anwesenheit anderer Familienmitglieder das Schild vom Arthur-Gerlt-Weg. Es wurde am Laternenpfahl neben einem Schild des Friedrich-Wulfert-Platzes in Bemerode angebracht, da auch Friedrich Wulfert bei den Eisenwerken Wülfel beschäftigt, ebenfalls im Widerstand war und deshalb ebenfalls zu einer Zuchthausstrafe verurteilt worden war.

„Zur Erinnerung an die Vergangenheit gehören auch solche Menschen, die gegen die NS-Diktatur im Kleinen und eher Verborgenen gewirkt haben, [führte Rödel aus], zumal sie körperlichen und seelischen Misshandlungen (Dunkelhaft und Isolation) ausgeliefert waren – mit den für sie persönlich tiefen und lebenslang nachwirkenden Spuren immer vor Augen.“